# Franciszek Walter (działacz społeczny)
Franciszek Walter (ur. 3 sierpnia 1901 w Dobrojewie, zm. 27 grudnia 1987 w Żaganiu) – działacz społeczny, pierwszy powojenny burmistrz Żagania w latach 1945–1947.
Jako nastolatek uczestniczył w powstaniu wielkopolskim, walcząc w Poznaniu (m.in. w bitwie o lotnisko Ławica), a także w rejonie Pniew, Wolsztyna i Zbąszynia. 
W 1939 w stopniu starszego sierżanta otrzymał przydział do batalionu szamotulskiego Poznańskiej Brygady Ochrony Narodowej. Był dowódcą plutonu przeciwpancernego. Franciszek Walter walczył od 1 do 18 września. Szlak bojowy plutonu, którym dowodził wiódł do Poznania przez Wrześnię, Gniezno, Trzemeszno, Mogilno, Kruszwicę, Kutno i Łowicz. 18 września, podczas bitwy nad Bzurą dostał się do niemieckiej niewoli.
Od 19 września 1939 przetrzymywany był w przejściowych obozach niemieckich, m.in. w Dulag D Armtitz i Stalagu III B Fuerstenberg. Obóz, w którym pod koniec wojny przebywał Franciszek Walter został wyzwolony 20 kwietnia 1945. Wówczas wstąpił on do Ludowego Wojska Polskiego. W szeregach 2. pułku moździerzy zdążył jeszcze wziąć udział w walkach w rejonie Poczdamu i Berlina. 
W maju tego roku trafił do niemieckiego Sagan (obecnie Żagań), gdzie 14 maja 1945 został wyznaczony na szefa biura pełnomocnika rządu na dolnośląski obwód nr 22 Żegań (pierwsza powojenna nazwa Żagania). 18 czerwca 1945 został wybrany na pierwszego polskiego burmistrza Żegania, jak wówczas nazywano Żagań. Od podstaw organizował polską administrację, zajmował się osadnictwem, przejął od władz radzieckich obiekty (szczególnie transport kolejowy), współtworzył milicję, straż pożarną i spółdzielczość. Obowiązki sprawował do 22 czerwca 1947.
Tego dnia został aresztowany we własnym gabinecie przez Urząd Bezpieczeństwa. Powodem była niewielka ilość amunicji, którą posiadał, gdy skończyło się jego pozwolenie na broń. Jednak jego rodzina twierdzi, że prawdziwym powodem zatrzymania była jego nieugięta postawa wobec warszawskich szabrowników. Przez pewien czas przetrzymywano go w podziemiach żagańskiego Sądu Rejonowego. Po otrzymaniu szybkiego wyroku, skazującego go na 19 lat więzienia, został przewieziony do Wrocławia. Dzięki wsparciu rodziny i przyjaciół, po kilku miesiącach został oczyszczony z zarzutów i powrócił do Żagania. 
W kolejnych latach nadal aktywnie uczestniczył w życiu miasta i regionu sprawując wiele funkcji państwowych i społecznych, szczególnie w Powszechnej Spółdzielni Spożywców Społem. Na emeryturę przeszedł w 1969, a zmarł 27 grudnia 1987. Został pochowany na żagańskim cmentarzu komunalnym.